# Landwirtschaftsministerium (Namibia)
Das Ministerium für Landwirtschaft, Fischerei, Wasser und Landreform (MAFWLR; englisch Ministry of Agriculture, Fisheries, Water & Land Reform) ist das Landwirtschaft-, Fischerei-, Wasser- und Landreformministerium von Namibia. Das Ministerium wurde 2020 mit dem Landreformministerium vereinigt, die Forstwirtschaft ins Ministerium für Umwelt und Tourismus ausgegliedert. Seit März 2025 ist das Ministerium für Fischerei und Meeresressourcen in das Ministerium eingegliedert.
Das Ministerium wurde zuvor mit seinen erweiterten Ressorts 2005 gegründet. Es ging aus dem 1990 gegründeten „Ministerium für Landwirtschaft, Fischerei, Wasser und Ländliche Entwicklung“, dem 1995 gegründeten Nachfolgeministerium für „Ländliche und Regionale Verwaltung und Behausung“ beziehungsweise dem 2000 gegründeten „Ministerium für Landwirtschaft, Wasser und Ländliche Entwicklung“ hervor.
Das Ministerium wurde ab dem 22. März 2025 von Minister Mac-Albert Hengari geleitet, der nach wenigen Wochen entlassen und durch Inge Zaamwani-Kamwi ersetzt wurde.
Neben den Aufgaben der Direktorate bietet das Ministerium Dienstleistungen an. Hierzu zählt unter anderem der Verkauf von Pflanzen durch eigene Baumschulen und die Champignonproduktion.

## Direktorate
Das Ministerium gliedert sich in acht Direktorate:
- Das Directorate of Engineering and Extension (Ingenieurdienste und Ausbreitung) ist für die Kommunikation, Beratung und Training des Landwirtschaftssektors in Namibia zuständig. Es erarbeitet zudem Pläne zur Verwaltung von Notlagen durch Dürren, der landesweiten Bewässerung von landwirtschaftlichen Flächen und der rechtlichen Grundlagen für landwirtschaftliche Produkte.
- Das Directorate of Resource Management (Ressourcenverwaltung) ist die umweltverträgliche Entwicklung und Nutzung der geringen Wasservorkommen in Namibia, insbesondere in Hinblick auf eine sozialökonomisch ausgeglichene Entwicklung.
- Das eher intern arbeitende Directorate of Research and Training (vForschung & Training) ist für die Verwaltung und Ausbildung der Mitarbeiter innerhalb des Ministeriums zuständig. Zudem werden externe Trainingsmöglichkeiten in informellen Bereichen der Landwirtschaft erarbeitet und der Transfer zu den nationalen landwirtschaftlichen Hochschulen durchgeführt. Ein weiterer Schwerpunkt ist die Forschung in allen Bereichen der Land-, Wasser- und Forstwirtschaft.
- Das Directorate of Veterinary Services (Veterinärdienste) dient der Erhaltung der Tiergesundheit um Tierprodukte auf einem Niveau zu erhalten, die den Verkauf auf nationaler und internationaler Ebene ermöglichen.
- Eine möglichst große Verbreitung der Wasserversorgung in ländlichen Kommunalgebieten ist due Aufgabe des Directorate of Rural Water Supply (Ländliche Wasserversorgung).
- Das Directorate of General Services (Allgemeine Dienste) nimmt unterstützende Aufgaben für alle anderen Direktorate wahr. Hierzu zählt der Bereich des Personalwesens, Finanzverwaltung, Transportmanagement und Informationsaustausch.
- Das Directorate of Planning (Planung) ist das Bindeglied zwischen dem Ministerium und der Privatwirtschaft. Hierzu zählt die Anbahnung von Public Private Partnership und die Kommunikation mit landwirtschaftlichen Verbänden in Namibia. Die Erarbeitung neuer Gesetzgebungen ist eine weitere Schwerpunkttätigkeit des Direktorats.
- Das Directorate of Forestry (Forstwirtschaft) nimmt die Überwachung, den Ausbau und die Nutzung der Waldressourcen Namibias wahr.

## Publikationen
Das Ministerium unterhält eine umfangreiche Datenbank an Karten, Statistiken, Gesetzestexten, wissenschaftlichen Veröffentlichungen sowie zu abgeschlossenen und laufenden Projekten.